# Nordcypern
Nordcypern (turkiska: Kuzey Kıbrıs), formellt Turkiska republiken Nordcypern (Turkish Republic of Northern Cyprus , TRNC) (turkiska: Kuzey Kıbrıs Türk Cumhuriyeti), är en självutropad stat på den norra delen av ön Cypern. Den erkänns som en självständig stat endast av Turkiet, medan omvärlden betraktar den som en del av Republiken Cypern.
Nordcypern sträcker sig från spetsen av Karpasshalvön i nordost till Kólpos Mórfou och Akrotírio Kormakítis i väst och Louroujina i söder. Exklaven Kókkina utgör dess västligaste del. Den så kallade gröna linjen, som är en buffertzon under Förenta nationernas kontroll, sträcker sig längs med gränsen mellan Nordcypern och övriga delar av Cypern, och delar Nicosia, öns största stad och huvudstad på båda sidor om linjen, i två delar.
En statskupp iscensatt av grekiska nationalister med syfte att förena Cypern med Grekland ledde till att Turkiet invaderade Cypern 1974. Genom invasionen fördrevs de flesta grekcyprioter från den norra delen av ön, samtidigt som många turkcyprioter flydde från den södra delen till den norra. Ön delades i två delar, en nordlig, turkcypriotisk del och en sydlig, grekcypriotisk del. År 1983 förklarade den nordliga delen sig självständig från den av omvärlden erkända södra delen, Republiken Cypern. På grund av omvärldens embargon mot Nordcypern inom områden såsom ekonomi, transport och sport är landet starkt beroende av Turkiets stöd, både ekonomiskt och politiskt. Turkiet har också en militär närvaro i Nordcypern.
Flera försök har gjorts för att återförena Nordcypern med Republiken Cypern. År 2004 röstade en majoritet av turkcyprioterna i en folkomröstning för den så kallade Annan-planen, som var ett FN-förslag som gick ut på att skapa en gemensam federal stat. Förslaget röstades dock ned på den grekcypriotiska sidan. Även om den norra delen av Cypern, som en av omvärlden erkänd del av Republiken Cypern, ingår i Europeiska unionen, har EU-rätten tillfälligt upphävts i Nordcypern i väntan på en återförening av ön. Landets territorium omfattas därför i regel inte av EU:s lagar och står även utanför andra internationella organisationer.

## Historia
Cypern var en viktig källa för koppar under bronsåldern och hade handelskontakter med hettiterna, egyptierna och grekerna. Delade meningar råder om namnets ursprung, ett "höna-ägg-problem":
1. Ordet koppar kommer från cuprum (latin, från grekiskans Κύπρος) —  "metallen från Cypern".
2. Ön har fått sitt namn därför att där finns koppar, kopparön.

På 500-talet f.Kr. införlivades ön i det expanderande persiska akemeniderriket och förblev persisk i tvåhundra år. Cypern blev en romersk provins 58 f.Kr. Vid tiden för romarrikets uppdelning blev ön en del av det östromerska riket. Araberna intog ön flera gånger under 600-talet och 1191 intog Kung Rikard Lejonhjärta ön i samband med korstågen och sålde den till Guido av Lusignan år 1192, som därmed bildade Kungadömet Cypern. Republiken Venedig övertog ön 1489 efter att den regerande drottningen, Caterina Cornaro, överlämnade makten.
Osmanska riket erövrade Cypern år 1570. Ett avtal mellan Osmanska riket och Storbritannien den 4 juni 1878 innebar att ön tills vidare ställdes under brittiskt administrativt styre. Då Osmanska riket hamnade i första världskriget i allians med Tyskland proklamerade Storbritannien Cypern som brittisk koloni (1925–1960).
Motståndet mot den brittiska kolonialmakten ledde till att grekcypriotiska EOKA förde ett gerillakrig på Cypern 1955–1959. Detta ledde till att Republiken Cypern proklamerades 1960. År 1974 inträffade en kris, som började med en grekisk militärkupp av soldater som var stationerade på Cypern. Avsikten var att avsätta Cyperns president Makarios eftersom denne ville senarelägga sammanslagningen mellan Republiken Cypern och Grekland. Som följd ingrep turkisk militär i enlighet med avtalet om republiken Cyperns fortlevnad.
Genom den turkiska interventionen 1974 delades republiken Cypern mellan turkiska cyprioter (Nordcypern) och grekiska cyprioter (södra Cypern), och 1975 bildades Turkiska federala staten Cypern. 1983 proklamerades Turkiska republiken Nordcypern. År 1990 ansökte Republiken Cypern om fullt medlemskap i EU. Åren 2002–2003 förhandlade Glafkos Klerides och Rauf Denktaş, ledare för den grekiska respektive turkiska delen av Cypern, om att återförena de norra och södra halvorna av ön. Den problematiska frågan om Cyperns statsrättsliga situation och framtid kallas Cypernfrågan. Den svårlösta krisen har lett till att Cypern under en stor del av 1900-talet stundtals kallades för "hatets ö".
År 2004 presenterade FN:s generalsekreterare Kofi Annan en plan ("Twin-Referendums") för att förena norra och södra Cypern efter folkomröstningar i de två delarna. Den turkcypriotiska norra delen antog planen medan den grekcypriotiska södra delen förkastade den, vilket innebär att frågan om en förening fortfarande inte är löst. Samma år blev Cypern fullvärdig medlem i EU, som formellt anser att Republiken Cyperns territorium består av hela ön bortsett från de två brittiska baserna, och att den norra delen bara är militärt ockuperad. Samtidigt är den gemensamma lagstiftningen inom EU enbart tillämpbar i de områden som Republiken Cypern behärskar, d.v.s. enbart i den södra delen.

## Geografi och natur
Cypern är den tredje största ön i Medelhavet (efter Sicilien och Sardinien) och är i dess östra del belägen 75 kilometer utanför Turkiets sydkust. Andra grannländer till Nordcypern förutom Turkiet inkluderar Syrien och Libanon i öst, Israel i sydöst, Republiken Cypern och Egypten i syd och Grekland i nordväst. Cypern ligger geografiskt sett i Asien, men av historiska och kulturella skäl anses ön ofta tillhöra Europa. FN räknar dock Cypern som ett västasiatiskt land. Andra grannländer till Nordcypern förutom Turkiet inkluderar Syrien och Libanon i öst, Israel i sydöst, Republiken Cypern och Egypten i syd och Grekland i nordväst. 

### Klimat
Som del av en ö i Medelhavet åtnjuter Nordcypern fördelarna av dess behagliga klimat med långa, varma somrar och korta vintrar med få regndagar. Medeltemperaturen mitt i sommaren ligger mellan 30 och 35 grader och vintertemperaturerna är milda. Olivlundar och johannesbrödsodlingar förekommer på landsbygden, ofta tillsammans med odlingar av frukt, som apelsiner, citroner, grapefrukt, meloner och grönsaker. Bergen täcks av pinjeskog och stränderna erbjuder buskage med akacia och eucalyptus. Landskapet är idealiskt för getter och får.
Normala temperaturer och nederbörd i Nicosia:
|                   | Jan | Feb | Mar | Apr | Maj | Jun | Jul | Aug | Sep | Okt | Nov | Dec |
| ----------------- | --- | --- | --- | --- | --- | --- | --- | --- | --- | --- | --- | --- |
| Högsta medeltemp. | 15  | 16  | 19  | 24  | 30  | 34  | 37  | 37  | 33  | 30  | 22  | 17  |
| Lägsta medeltemp. | 6   | 5   | 7   | 10  | 15  | 20  | 22  | 22  | 19  | 16  | 10  | 7   |
|                   |     |     |     |     |     |     |     |     |     |     |     |     |
| Nederbörd         | 55  | 42  | 28  | 20  | 23  | 18  | 6   | 1   | 12  | 17  | 55  | 66  |

| Diagram | Visatemperaturer i °C • månadsnederbörd i mm | Visatemperaturer i °C • månadsnederbörd i mm | Visatemperaturer i °C • månadsnederbörd i mm | Visatemperaturer i °C • månadsnederbörd i mm | Visatemperaturer i °C • månadsnederbörd i mm | Visatemperaturer i °C • månadsnederbörd i mm | Visatemperaturer i °C • månadsnederbörd i mm | Visatemperaturer i °C • månadsnederbörd i mm | Visatemperaturer i °C • månadsnederbörd i mm | Visatemperaturer i °C • månadsnederbörd i mm | Visatemperaturer i °C • månadsnederbörd i mm | Visatemperaturer i °C • månadsnederbörd i mm |

Den årliga genomsnittliga havstemperaturen är runt 22 °C, med 27-28 °C som höjdpunkt under augusti, och 17 °C som lågpunkt under vintern.
| Jan   | Feb   | Mar   | Apr   | Maj   | Jun   | Jul   | Aug   | Sep   | Okt   | Nov   | Dec   |
| ----- | ----- | ----- | ----- | ----- | ----- | ----- | ----- | ----- | ----- | ----- | ----- |
| 18 °C | 17 °C | 17 °C | 18 °C | 21 °C | 25 °C | 27 °C | 28 °C | 27 °C | 26 °C | 22 °C | 20 °C |

Under sommaren, då alla floder torkar ut, råder brist på dricksvatten på många håll. För att avhjälpa detta har man vallat in stora områden, där vatten samlas i dammar, som fylls av de ymniga regnen andra tider.

## Statsskick och politik
Nordcypern styrs av ett semi-presidentialistiskt system. Presidenten är statschef och premiärministern är regeringschef, och den verkställande makten utövas av både presidenten och regeringen. Lagstiftningsmakten tillhör TRNC-republikens församling.
TRNC:s president väljs av folket för en period av 5 år, och Mustafa Akıncı har innehaft denna tjänst sedan 30 april 2015. Den Republikanska Församlingen, bestående av 50 personer, väljs i en omröstning. Även om National Unity Party (UBP) var det största partiet i de allmänna valen 2018 regerar Cumhuriyetçi Türk Partisi (CTP), Halkın Partisi, (HP), Socialist Democracy Party och Demokratiska Partiet landet med koalitionsregering.
Den USA-baserade organisationen Freedom House rankar Nordcypern som ”fritt”.

### Internationell status och utrikesrelationer

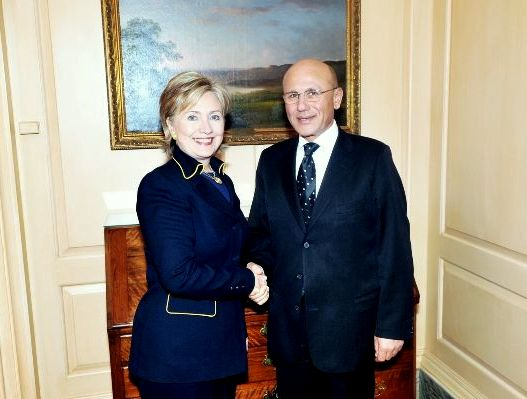
USA:s utrikesminister Hillary Clinton och dåvarande TRNC:s president Mehmet Ali Talat, Washington, 15 april 2009.

Inget annat land än Turkiet erkänner Nordcypern som ett land. Pakistan och Bangladesh erkände TRNC efter självständighetsförklaringen men ändrade beslutet efter dålig internationell press.
År 1992 meddelades att den autonoma republiken Nachitjevans parlament hade fattat ett beslut om erkännande av TRNC, även om det inte var godkänt.
I juni 2004 enades organisationen för den Islamiska Konferensens utrikesministrar att göra TRNC till en observatörsstat i egenskap av "Turkcypriotiska Gemenskapen" som den "Turkcypriotiska Staten" som används i Annan-planen.

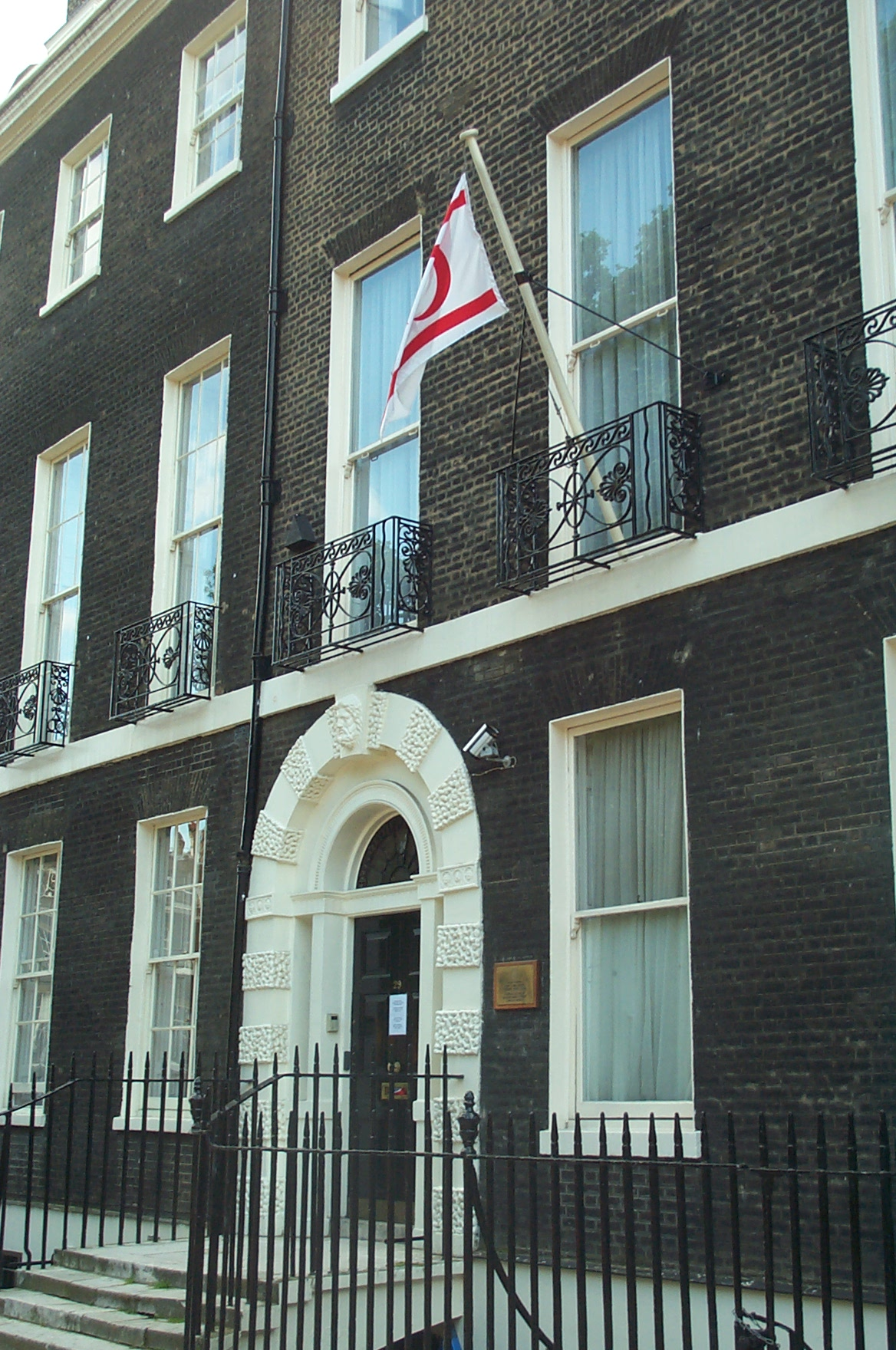
Representativa kontoret för Turkiska republiken Nordcypern, London, Storbritannien.

I resolution 1376, antagen av Europarådets Parlamentariska Församling den 29 april 2004, beslutades att tillåta de valda företrädarna för det turkcypriotiska samfundet att delta i PACE-verksamheten. I enlighet med detta beslut började turkcyprioter vara representerade i PACE och delta i församlingens möten med två representanter och observatörsstatus. 
År 2005 meddelade Gambia att landet var redo att upprätta diplomatiska förbindelser med Turkiska republiken Nordcypern. Qatar öppnade sitt representativa kontor 2008 som "TRNC Trade and Tourism Office".
Sedan folkomröstningen om Annan-planen i april 2004 har det internationella samfundet börjat förbättra sina befintliga förbindelser med TRNC. I sitt betänkande sade Günter Verheugen, medlem av Europeiska Unionens utvidgnings ledning, att EU-länderna kan öppna representativa kontor i TRNC om dessa villkor beaktas. EU har åtagit sig 259 miljoner Euro till TRNC. TRNC vill få detta stöd, som försöker blockeras av Republiken Cypern direkt.
Under sin tid som president för Turkiska republiken Nordcypern fortsatte Mehmet Ali Talat sina möten med världsledare. Han höll samtal med den dåvarande USA:s statssekreterare Condoleezza Rice och Storbritanniens före detta utrikesminister Jack Straw. Den  tidigare pakistanska presidenten Pervez Musharraf välkomnade i augusti 2006 honom som republikens president.

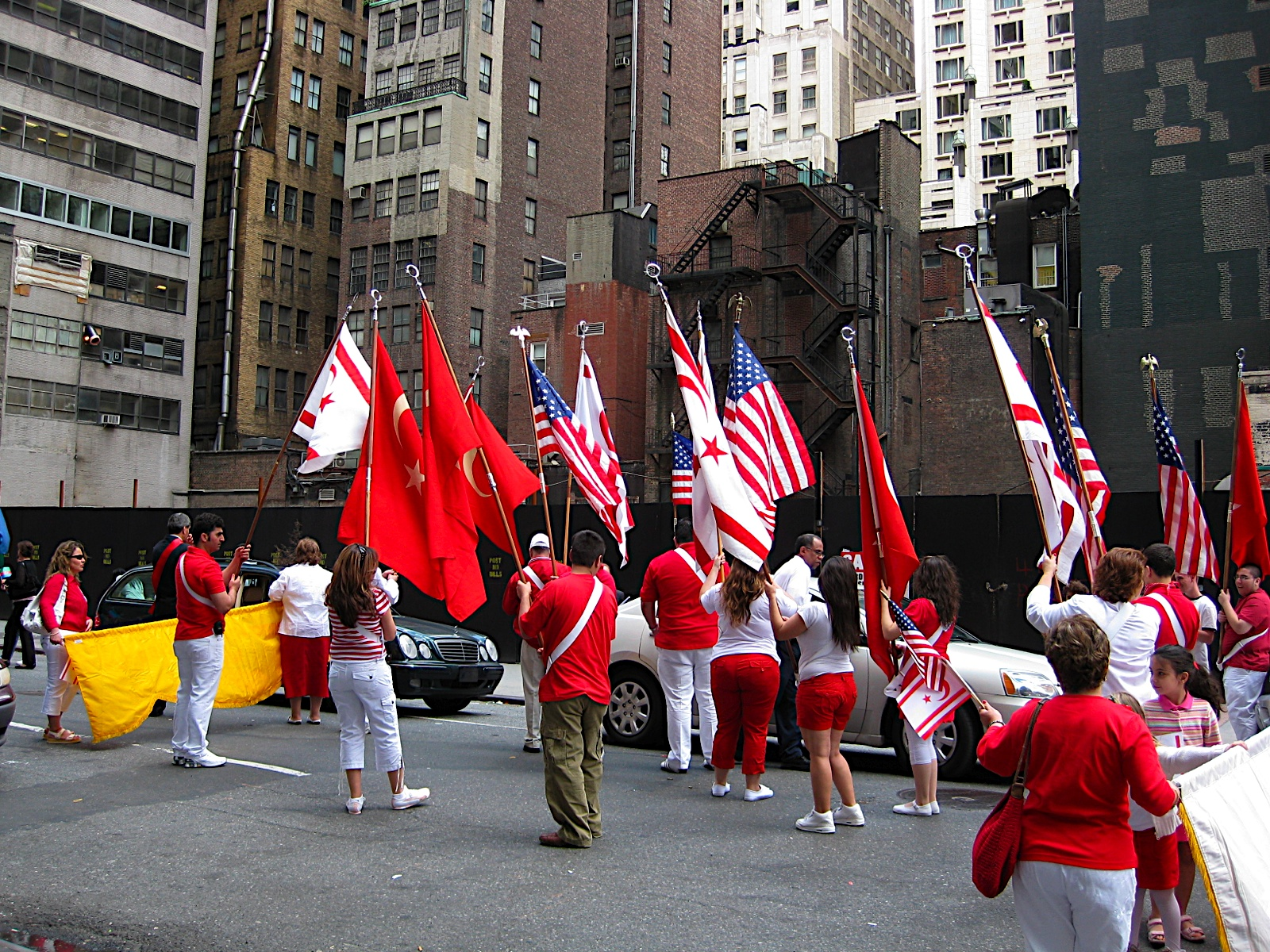
Turkcyprioter; den 27:e Turkiska dagen, New York, USA, 2008.

Den 5 maj 2010 blev den Turkcypriotiska Handelskammaren, som representerade Nordcypern, en fullständig medlem i European Small Business Association (ESBA).
I oktober 2011 undertecknade Libyen ett samarbetsprotokoll med TRNC.

### Försvar
TRNC har en militär enhet på divisionsnivå, kallad Security Forces Command (G.K.K.). Det finns cirka 4000 anställda i G.K.K. som är mellan 18 och 40 år gamla. Dessutom har den Turkiska Väpnade Styrkornas elfte kår Cyperns Turkiska Fredsstyrkekommando (K.T.B.K.) fastställts.

### Administrativ indelning
Landet är uppdelat i 6 distrikt: Nicosia, Famagusta, Girne, Güzelyurt, İskele och Lefke. Distriktsguvernörer utses till varje distrikt.

## Ekonomi
På grund av det saknade erkännandet i det internationella samfundet får Turkiska republiken Nordcypern hjälp ekonomiskt från Turkiet. Valutan i omlopp är den Turkiska Liran. Nästan all import och export sker genom Turkiet.
Ekonomin i Turkiska republiken Nordcypern består av handel, turism och utbildning samt jordbruk och tillverkningsindustri inom den offentliga sektorn. Nationella inkomster per capita i TRNC är följande:
- 4 978 USD - 2000
- 4 303 USD - 2001
- 4 409 USD - 2002
- 5 949 USD - 2003
- 8 095 USD - 2004
- 10 567 USD - 2005
- 11 837 USD - 2006
- 14 765 USD - 2007
- 16 158 USD - 2008
- 13 930 USD - 2009
- 14 703 USD - 2010
- 15 404 USD - 2011
- 15 038 USD - 2012
- 15 302 USD - 2013
- 15 109 USD - 2014
- 13 721 USD - 2015

## Infrastruktur

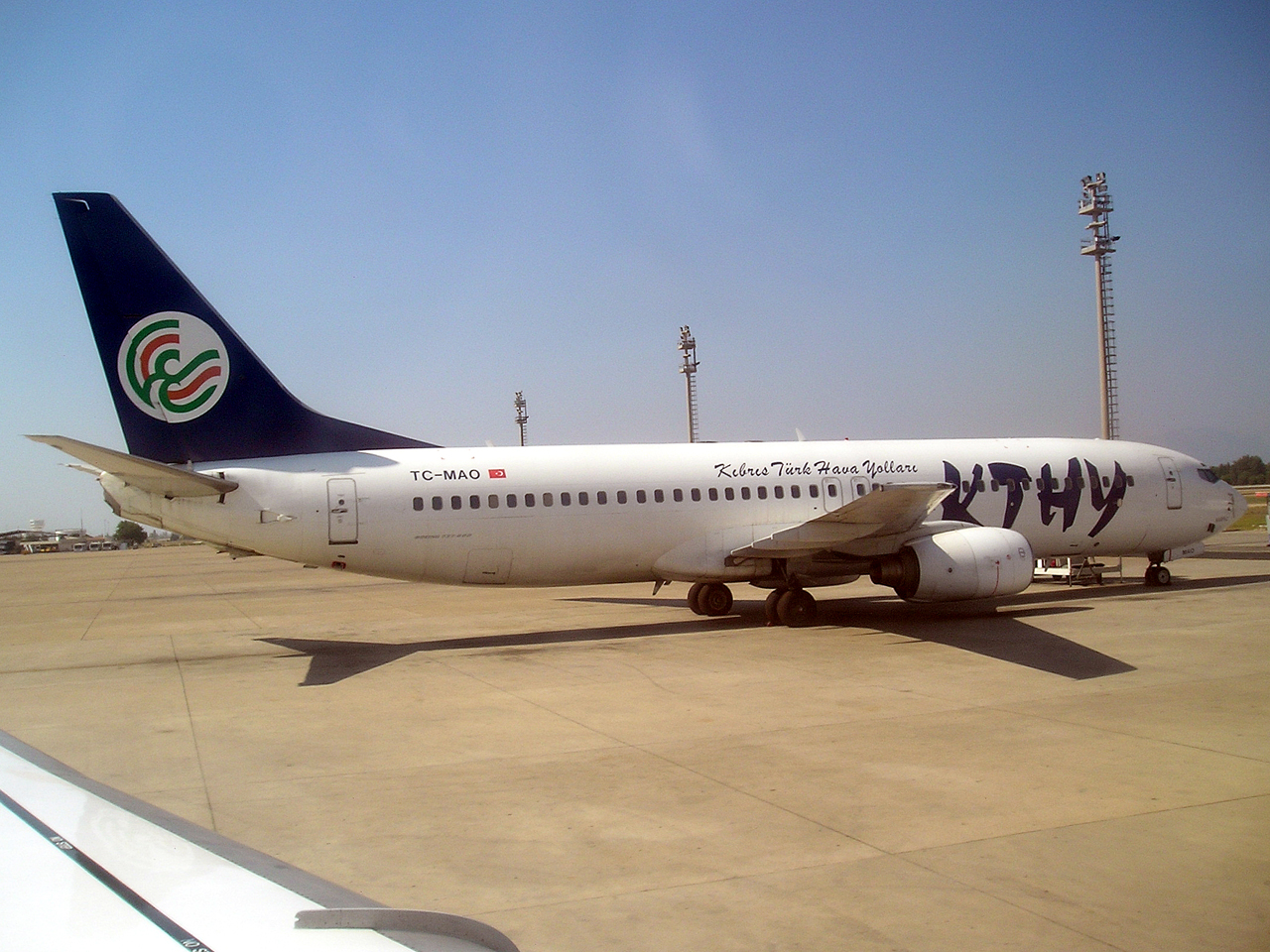
Cyprus Turkish Airlines Boeing 737-800 (Antalya Airport)

Landets internationella telefonkod är +90 392. Internet-domän är .ct.tr. Eftersom Världspostunionen inte erkänner Nordcypern som en stat, svarar Turkiet för post och adressraden "Mersin 10" används med Turkiet som mottagarland.
Det finns inga direktflyg till Nordcypern, Ercans internationella flygplats och Gecitkale flygplats redovisas som lagliga flygplatser av endast Turkiet.
1974 förklarade Republiken Cypern att hamnarna i Nordcypern var stängda för fartyg från hela  världen. Turkiet erkände inte detta beslut och Nordcypern ger tillgång till sina hamnar för turkiska fartyg.

### Flygplatser och hamnar

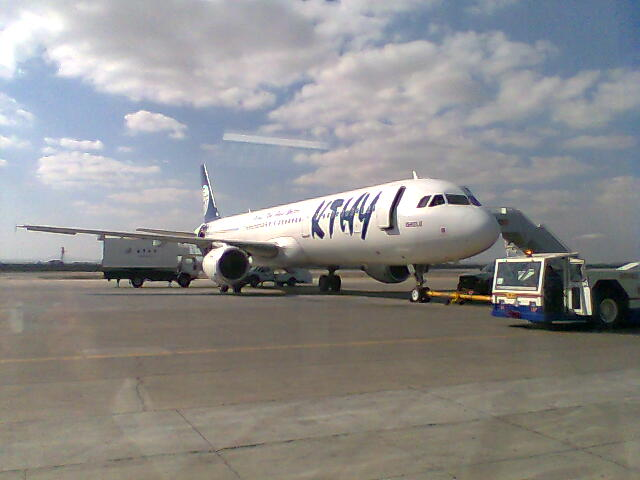
Ercans internationella flygplats

Ercans internationella flygplats (Nicosia – huvudflygplats)
- Geçitkale flygplats (Famagusta)
- Pınarbaşı flygplats (Girne)
- Girne hamn (Girne)
- Famagusta hamn (Famagusta)

## Demografi
Under perioden 1745–1814 utgjorde muslimska turkcyprioter majoriteten av öns invånare (under denna period ökade antalet turkcyprioter till 75 % av öbefolkningen). (Drummond, 1745: 150 000 till 150 000; Kyprianos, 1777: 47 000 37 000; De Vezin, 1788-1792: 20 000 till 60 000; John M. Kinneir 1814: 35 000 till 35 000).
Enligt folkräkningen 2013 bodde där 286 257 personer som är turkcyprioter eller invandrare från Turkiet. Ett litet antal greker bodde i byn Dipkarpaz i öster, Koruçam (Kormacit) och Karpaşa i norr. Muslimer med ursprung från latin på ön kallas "Linobamvaki".
Vissa turkcyprioter har migrerat från landet av politiska och ekonomiska skäl sedan 1955. I synnerhet Storbritannien, Australien och Turkiet har invandrare från Cypern. På grund av de ekonomiska embargon som påförts landet, ledde stora svårigheter i handeln med tredjeländer till en kontinuerlig migration ut ur landet över tid.

### Språk
Landets officiella språk är turkiska, men turkcypriotiska talas av de flesta invånarna. Sedan 1940 har det latinska alfabetet används i skriftspråk.

### Religion
Enligt uppgifter från olika källor är 98,71 till 99 procent av befolkningen i Nordcypern muslimer. Det anges att 0,5 % av folket är ortodoxa kristna, 0,2 %  Maruni-kristna och resten har andra religiösa övertygelser.
Den muslimska befolkningen tillhör av tradition Hanafi-delen av Sunni-inriktningen. Det finns en Alevi-minoritet i Nordcypern.
Kungariket Cypern (1192–1489) och Republiken Venedig (1489–1571) avskaffade den Grekisk-ortodoxa kyrkans religionsfrihet och tillämpade i stället reglerna för den latinska kyrkan. Många grekiska ortodoxa kyrkor förstördes under denna period. Osmanerna visade respekt och tolerans för alla religioner på ön och hjälpte till att reparera kyrkorna för användning. Förutom religiösa byggnader fick den grekiska ortodoxa kyrkan också full frihet att behålla sitt territorium och självständighet.

## Utbildning
Utbildningssystemet i Nordcypern är uppdelat i tre avsnitt; grundutbildning, gymnasieutbildning och högre utbildning. Den obligatoriska grundutbildningen, som varar från 5 till 15 års ålder, är gratis. I grundutbildningen ingår dagis och grundskola. Förskoleutbildning före 5 års ålder är inte obligatorisk även om den ingår i grundutbildningen.
Den obligatoriska grundutbildningen följs vanligen av gymnasieutbildning, som inte är obligatorisk. Utbildningen på gymnasiet, yrkesutbildningen och praktisk konstskola är tre år. Utbildning på konsthögskola, Anatoliskt gymnasium, tekniskt gymnasium och hotellskolor för turism är fyra år.
Efter gymnasieutbildningen kommer perioden för högre utbildning. Under denna period ges associerad grundutbildning, forskarutbildning och doktorsexamen. Studenter som avslutar gymnasieutbildning vid 18 eller 19 års ålder kan valfritt fortsätta med högre utbildning.
Från och med läsåret 2017–2018 är 100 % inskrivna på grundnivå och 65 % på gymnasienivå.

### Högre utbildning
Enligt lagen om nationell utbildning omfattar den högre utbildningen all utbildning som innebär minst två års högre utbildning efter gymnasiet. Studenter som framgångsrikt slutför någon av gymnasieskolorna har rätt att dra nytta av denna institution på villkor för högskolor. Högre utbildning betalas i landet.
Antalet studenter som ansöker till Nordcyperns universitet från utlandet ökar ständigt.
De nuvarande 17 universitet ackrediterade av högre utbildningsrådet i Turkiet godkänns. EMU och NEU är fullständiga medlemmar i European University Association (EUA). Dessutom har många universitet i TRNC många internationella medlemskap och ackrediteringar, särskilt medlemskap i International Universities Association (IAU) och Federation of the Islamic World Universities (FUIW). Girne American University öppnade ett campus i Canterbury, Storbritannien 2009, likvärdet på detta campus accepterades av British Accreditation Council 2010. Girne American University har även campus som ligger i USA, Singapore, Turkiet och Hong Kong.
Den 13 augusti 2010 blev utbildningsvetenskapliga föreningen i Nordcypern (KEB-DER) en fullständig medlem i Europeiska Utbildningsforskningsföreningen.

## Kultur

### Musik
Många musikgrupper och artister har vuxit i Nordcypern med tiden. Dessa utför vanligtvis klassisk musik, opera, pop, turkisk konstmusik, turkisk folkmusik, rap.
Det finns många turkcypriotiska konstnärer i Turkiet. De ledande är: Rüya Taner, Ziynet Sali, Işın Karaca, Babutsa, Koray Çapanoğlu, Cyprus Music Travellers, Group SOS, Fikri Karayel, Buray Hoşsöz.

### Kök

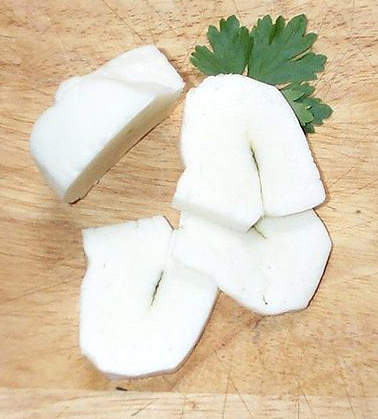
Halloumi

Turkcypriotiska köket visar likheter med turkiska köket och grekcypriotiska köket. I detta sammanhang kan rätter som persikekebab och pilafuna, molehiya, pirohu, halloumi och halloumi-pommes frites från fårmjölk, pasta, gullurikya, samishi och bröd kadayifi nämnas som efterrätt.

### Konst
Särskilt fotografering, skulptur, målning etc. visuell konst utvecklas.

### Sport
Nordcypern kan inte bli medlem av internationella organisationer inom idrottsområdet på grund av de embargon som ålagts landet. Den Nationella Olympiska Kommittén som är etablerad i landet erkänns inte av Internationella Olympiska Kommittén. TRNC:s regering hindras av Republiken Cyperns regering i alla grenar, särskilt i fotboll, på den internationella arenan. Vissa turkcypriotiska idrottare spelar därför i det turkiska eller grekiska laget. Cyperns Turkiska Fotbollsförbund är en av grundarna av NF-styrelsen.

### Press
Pressfrihet i Nordcypern garanteras genom artikel 26 i konstitutionen. Enligt denna artikel är rätten till press och tillkännagivande gratis för alla medborgare och censur kan inte tillämpas.
Bayrak Radio and Television Corporation (BRT) är en offentlig sändare och är den första TV-kanalen i Nordcypern. Förutom två tv-kanaler som heter BRT 1 och BRT 2 sänder de också fem sändningar med allmän radio. Turkish Agency Cyprus (TAK) är en nyhetsbyrå som en myndighet. I Nordcypern finns nio nyhetsbyråer, sex nationella och tre utländska, totalt tretton dagstidningar, fyra veckotidningar, fyra månatliga tidskrifter, sex tv-kanaler och tjugotio radiokanaler. TRT kan också kollas i Nordcypern.

## Turism

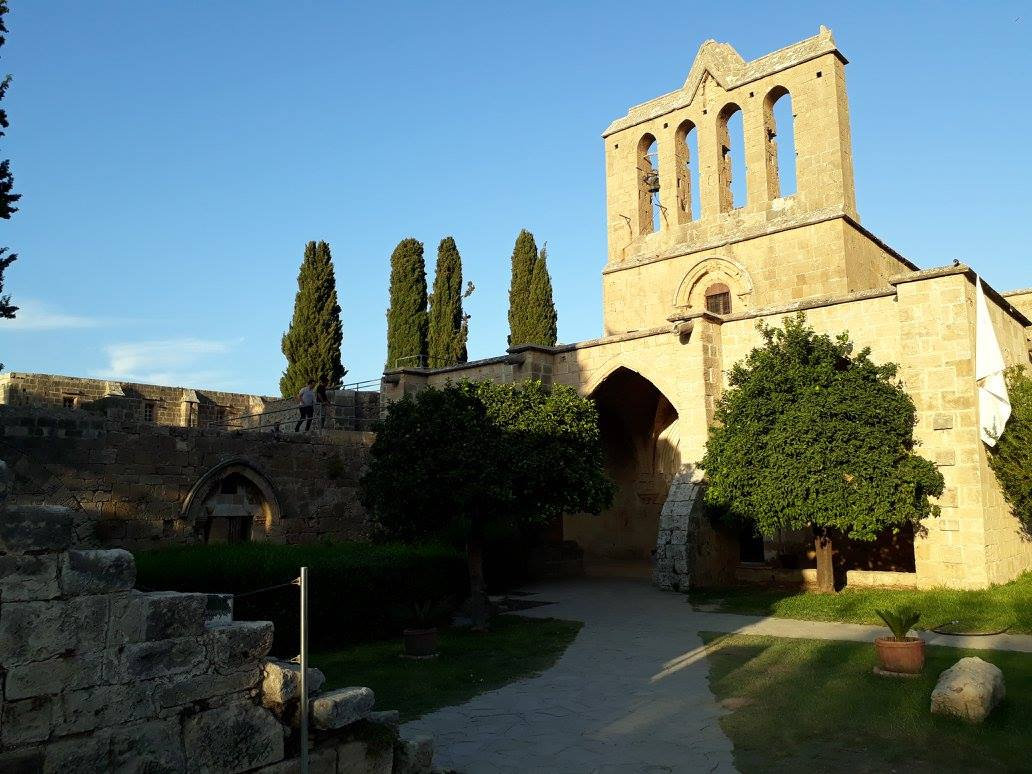
Bellapais Kloster

Turism, en av de största intäkterna i Nordcypern, har en fantastisk plats i landet. Landsklimatet ger möjligheter till semester året runt. Utfällningen koncentreras i december och januari och den genomsnittliga havstemperaturen är 20°C under mer än sex månader. Nordcypern är känd för sina vilda blommor som omsluter våren och apelsin-, citron- och grapefruktdoftar som fyller luften.
Nordcypern är en av de mest lämpliga och säkra platserna i Medelhavet för bad.[källa behövs] De flesta semesterorter har moderna stränder samt vackra stränder för det svala vattnet i östra Medelhavet.
I den inre delen av ön, söder om Beşparmakbergen, finns den breda Mesaryaslätten, Ercan Flygplats och huvudstaden Nicosia. Den historiska stadskärnan i staden Nicosia är omgiven av en 5,5 km lång stadsmur, som fortfarande är intakt. Dörren vid ingången byggdes av Osmanerna. Längs östkusten finns en historisk, utvecklad stad Famagusta och den antika staden Salamis bredvid den. Karpaz-halvön, öns största halvö, är gyteplatsen för gröna sköldpaddor. Det finns speciella områden där ingång och utgång är förbjudna.

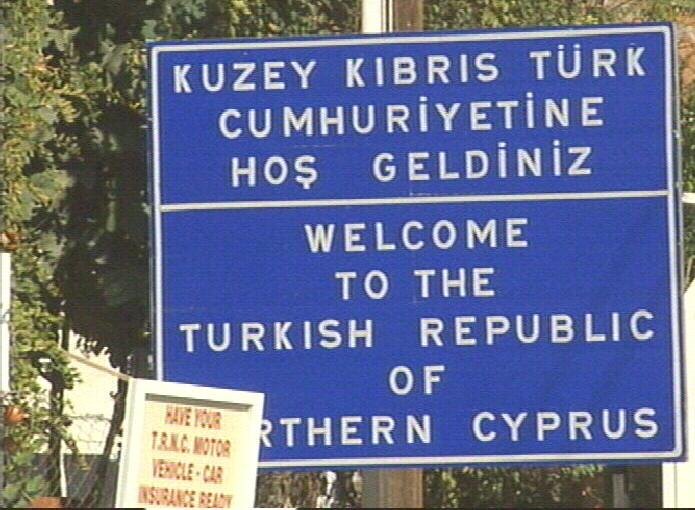
Ingång till TRNC

Bland platser att besöka i Nordcypern kan nämnas: Nicosia, Venetian Column, Kyreniaporten, Selimiye Mosque, Green Line, Girne Old Port, Girne Castle, Bellapais Monastery, St. Hilarion Castle, staden Famagusta och den Historiska Hamnen Famagusta, Sankt  Barnabas kloster, Kertikli-badet, Namık Kemal-museet, Salamis-ruinerna, Othello-slottet, Lala Mustafa Pasha-moskén och Karpasshalvön.
Exotiska cypriotiska rätter speglar dess historiska och marina kultur, liksom en syntes av östra och västerländska kulturen.
År 2009 hade landet 119 turistboende, 15 andra boendefaciliteter, 144 turist- och resebyråer, 25 kasinon och 250 turistrestauranger. Antalet guider i landet är 1192. Totalt arbetar 9224 personer inom turistsektorn.